# 熊本菓房
株式会社熊本菓房（くまもとかぼう）は、熊本県の菓子メーカー。

## 沿革
- 1950年 - 熊本県天草郡本渡町に菓子パン小売業「菓舗さぼてん」を創業
- 1958年 - 天草郡より菓子及びパン類卸売りを開始し、本渡市今釜新町に新工場完成
- 1970年 - 本渡市今釜新町に「九州サブレ株式会社」設立
- 1973年 - 新幹線および九州自動車道開通に伴い熊本市への移転を決定
- 1974年 - 新社屋落成
- 1976年 - 第二工場落成
- 1979年 - 九州サブレ株式会社から株式会社熊本菓房に社名変更
- 1989年 - 熊本市戸島町に、本社社屋および新工場落成

## 本社 / 工場
- 熊本県熊本市東区戸島町920-3

## 直営店
- 東バイパス本店（熊本市東区新南部）
- 鶴屋店（熊本市中央区手取本町）
- 戸島工場店（熊本市東区戸島町）
- 光の森店（菊池郡菊陽町光の森）
- イオン熊本店（上益城郡嘉島町）
- 八代店（八代市旭中央通）
- 人吉店（人吉市相良町）
- 肥後よかモン市場店（熊本市西区春日）

## 代表的な商品
- 天草サブレ
- 天草サブレプレミアムバターサンド
- くまもとサブレ
- カスタードケーキ
- 芦北のデコポンゼリー
- ザ・リッチケーキ
- 特濃ガトーショコラ
- 熊本焼すぃーとぽてと
- すいぜんじ
- こたぬき
- 元祖熊本焼き